# Кёроглы (опера)
«Кёроглы» (азерб. Koroğlu) — опера Узеира Гаджибекова на либретто литератора-ученого Гейдара Исмайлова, стихи Мамед Саида Ордубади. Основана на азербайджанской версии тюркского (огузского) народного эпоса Кёроглы.

## История создания

Почтовая марка СССР 1966 года, посвящённая опере

В основе сюжета оперы положен популярный эпос «Кёр-оглы». В нём отражены события конца XVI—начала XVII веков, когда народу приходилось бороться и против местных феодалов и против ирано-турецких завоевателей. Герой эпоса — Кёроглы, страстный борец за свободу и счастье народа. Народная фантазия наделила его богатырской силой и беззаветной храбростью. Кёр-оглы — мужественный предводитель повстанцев и ашуг, народный певец, импровизирующий под аккомпанемент саза. Поэтические стороны его души раскрываются во взаимоотношениях с невестой, самоотверженной Нигяр.
Гаджибеков работал над оперой с 1932 по 1936 год. Композитор стремился, по его словам, создать национальную по форме оперу, используя достижения современной музыкальной культуры.
Впервые премьера оперы состоялась 30 апреля 1937 года в Баку в Театре оперы и балета имени М. Ф. Ахундова. Опера была поставлена Исмаилом Идаятзаде. Через год опера (5 апреля 1938 года) была показана в Москве на декаде азербайджанского искусства. При этом успех оперы и исполнителя главной роли Бюль-Бюля был столь велик, что певцу, заслуженному артисту Азербайджанской ССР было присвоено звание народного артиста СССР, минуя звание народного артиста республики.
Произведение вошло также в репертуар оперных театров Туркменистана, Армении и Узбекистана.

## Сюжет

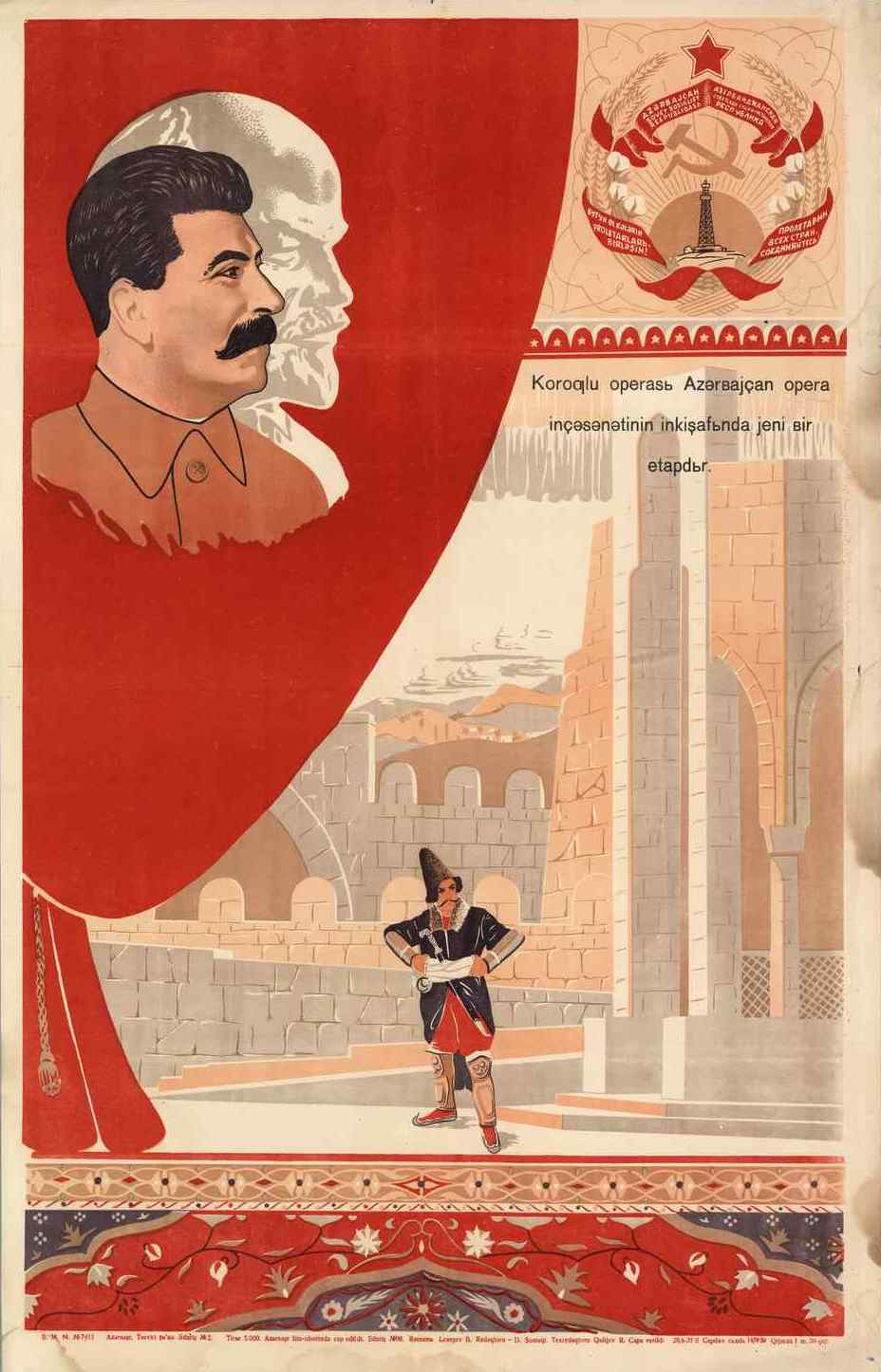
Плакат 1939 года

Весна. На полях Азербайджана работают крестьяне. Народ измучен постоянными поборами, могущественного феодала жестокого Гасан-хана. При его появлении на поле, крестьян разгоняют кнутами. Придя на поле Гасан-хан требует поймать для него лучшего коня. Но старик-табунщик Алы угнал коней на пастбище. Он напрасно пытается объяснить, что сделал это без злого умысла, — хан велит ослепить старца. Сыну табунщика Алы, Ровшену сообщает об этом его возлюбленная Нигяр.
«Теперь ты — Кёр-оглы», (сын слепого) — горестно говорит старый табунщик своему сыну. Гнев охватывают крестьян. Ровшен, принявший новое имя — Кёр-оглы, призывает народ отомстить хану за все его злодеяния и поднять восстание. Крестьяне полны решимости начать борьбу. Избрав Кёр-оглы своим предводителем, они уходят в горы. Нигяр по просьбе возлюбленного остается, чтобы сообщать им о всех замыслах врага.
Военный лагерь повстанцев расположен в неприступных горах в крепости Ченли-бель. Кёр-оглы с группой воинов возвращается из очередного успешного похода. С ними пришло пополнение — бедняки из Армении, Грузии, Курдистана. В разгар торжества по случаю новой победы на площади появляется Гамза-бек, переодетый нищим. Он умоляет дать ему приют — хан вконец разорил его. Узнав, что пришелец был конюхом, доверчивый Кёр-оглы поручает ему уход за своим конём Кыр-атом. Тщетно друзья предостерегают его — вдруг это шпион Гасан-хана! Но Кёр-оглы спокоен — в таком случае Нигяр предупредила бы его. Вечереет, приближается гроза воспользовавшись непогодой и безлюдьем, Гамза-бек уводит Кыр-ата и скрывается в темноте. Караульные подымают тревогу, но уже поздно.
Довольный, Гасан-хан весело пирует со своими вельможами. Вдруг он видит в зале Кёр-оглы с сазом в руках, но не догадывается, что это сам Кёр-оглы. Гасан-хан возмущен дерзостью пришельца, не изволившего даже поклониться. Но прекрасное пение ашуга приводит его, как и всех присутствующих, в восторг. Чтобы узнать, здесь ли похищенный конь, Кёр-оглы предлагает спеть песню о знаменитом Кыр-ате. Хан удивлен, но соглашается. Прослушав песню, он хвастается, что конь этот находится в его конюшне. Ашуг выражает сомнение, и Гасан-хан велит своему слуге Поладу привести Кыр-ата. Кёр-оглы поет новую песню. Но в этот момент появляется Гамза-бек. Он сразу же узнает в ашуге Кёр-оглы и приказывает слугам схватить и покрепче связать его. Гасан-хан ликует. Вводят Нигяр, обещанную Гамза-беку. При виде возлюбленной Кёр-оглы овладевают противоречивые чувства. Ведь Нигяр ни о чем его не предупредила… быть может, она предательница? Гасан-хану докладывают, что пойман юноша, спешивший с доносом в Ченли-бель. Пойманный — Эйваз, брат Нигяр. Хан зовет палачей, чтобы выпытать у доносчика имя того, кто его послал. Тогда Нигяр смело признает — это сделала она. Девушка бросает в лицо вельможам слова презрения и ненависти. Этого Гамза-бек не может выдержать. С ножом он бросается на Нигяр. Но тут Кёр-оглы удается разорвать сковывавшие его цепи. Ударом кулака он убивает Гамза-бека. Затем, воспользовавшись всеобщим замешательством, вскакивает на Кыр-ата и мгновенно исчезает. Хан в гневе и он приказывает казнить Нигяр, её брата и конюха Полада.
Глашатаи сзывают народ на площадь, где готовится казнь. В толпе слышен ропот недовольного народа. Гасан-хан, велит первой казнить Нигяр. Внезапно во главе большого отряда врывается Кёр-оглы, и после короткой схватки дружина хана разгромлена. Народ славит своего героя.

## Видеоролики
- Ария Короглу в исполнении Бюльбюля.
- Отрывок из оперы Короглу. Поёт Незакет Теймурова